# Magog (DC Comics)
Magog è il nome di vari personaggi immaginari dei fumetti pubblicati dalla DC Comics. Apparve per la prima volta in Kingdom Come n. 1 (maggio 1996), e fu creato da Mark Waid e Alex Ross.

## Storia editoriale
Magog debuttò nel primo numero delle miniserie di Elseworld, Kingdom Come, nel maggio 1996. In questo possibile futuro, egli rappresenta l'eroe violento, ed in moderno stile che entra in conflitto con i moralistici, classici eroi del passato.

## Biografia del personaggio
Magog, "Il Nuovo Uomo del Domani", è un eroe con una carriera crescente negli ultimi giorni della diminuente popolarità di Superman. Le sue vere origini non sono state rivelate nella storia. La sua azione più controversa, all'inizio, fu l'uccisione del Joker, che era in arresto per l'assassinio di Lois Lane e altri giornalisti del Daily Planet. Magog quindi si arrende a Superman e alle autorità. Quando subì un processo con l'accusa di omicidio, venne assolto.
Superman, disgustato da questa ingiustizia, si impone un auto-esilio per dieci anni. Durante quel tempo, crebbe una nuova generazione di eroi adottanti i violenti metodi di Magog. Lo stesso Magog cominciò ad operare con un gruppo di "eroi" conosciuti come Justice Battalion (un gruppo di eroi basati sui personaggi della Charlton Comics). Durante una battaglia con il Parassita, il compagno di Magog, Capitan Atom, rimase gravemente ferito, ed esplose con la forza di una bomba atomica. Il disastro lasciò il Kansas completamente distrutto e la maggior parte del suolo americano rimase coperto da radiazioni mortali.
Magog e Lega (in inglese "Alloy") furono gli unici sopravvissuti del disastro in Kansas. Questa tragedia è l'unica motivazione che spinse Superman e gli eroi della vecchia guardia a ritornare dal pensionamento, determinando in tal modo il conflitto inevitabile alla fine della storia. Inizialmente, Magog venne considerato il più pericoloso e ricercato criminale della nuova Justice League di Superman. Quando infine si confrontarono con lui tra le rovine del Kansas, Magog andò su tutte le furie, per poi affermare di essere rimasto traumatizzato da quell'esperienza e di cercare il perdono.
Venne portato in custodia dalla League e nella battaglia che ne seguì, un Magog pentito e cambiato cercò di salvare più vite possibili. Alla fine di Kingdom Come, Magog finì in pensione sull'Isola Paradiso, dove è mostrato mentre si prende cura della supereroina giapponese, resa zoppa, Tokyo Rose. Nel fumetto romanzato Elliot S! Maggin, viene rivelato che Magog maturò abbastanza da divenire un insegnante di alcuni studenti a Themyscira.

## Altre versioni
Magog fece il suo debutto nella corrente principale dell'universo DC in Justice Society of America (vol. 3). Dato che la sua identità non viene rivelata su Kingdom Come, non è chiaro se sia una versione alternativa dello stesso Magog o proprio un'altra persona.
David Reid della Justice Society ne assume l'identità nella storia Un Mondo Sotto Gog, quando il dio alieno Gog gli riconferisce la vita dopo essere stato colpito da una granata con propulsione a razzo. L'esplosione che lo uccise gli strappò le braccia e le sue classiche armi. Gog rimpiazzò gli arti mancanti di David con repliche in oro dell'armatura di Gog stesso, dandogli le abilità, i poteri e il nome di Magog.
Nel suo ruolo come Magog, David fu il successore di William Matthews (il supercriminale mortale Magog) come vero discepolo di Gog. La presenza di Magog preoccupa il Superman di Terra-22, che teme che gli eventi che distrussero il suo pianeta potrebbero verificarsi di nuovo.
Quando si scopre che Gog vuole mettere radici sulla Terra, che vuole distruggere una volta che se ne sia andato, la JSA ingaggia con lui una battaglia, e l'unico modo di prevenire la distruzione del pianeta è tagliare la testa di Gog e lanciarla nello spazio. David inizialmente sta dalla parte di Gog durante la battaglia, ma dopo aver visto le crudeli tattiche utilizzate da Gog contro la JSA, (come provocare Alan Scott e Mister Terrific con i cadaveri delle persone a loro care) David si ribella. Grazie all'arma di David, la testa di Gog viene tagliata, e, sebbene il "dono" donato al resto della JSA svanirà presto, David rimarrà comunque nel suo stato alterato.

## Ispirazione
Kingdom Come è un fumetto con riferimenti biblici. Gog e Magog sono entrambi personaggi biblici del Libro della Genesi, del Libro di Ezechiele, e del Libro della Rivelazione, così come i nomi ricorrono in una varietà di leggende seguenti. In aggiunta al prendere il nome dal Vecchio Testamento, Magog rappresenta il Vitello d'Oro, che è un falso idolo.
Il progetto grafico dell'aspetto del personaggio di Magog fu basato sul disegno di un supereroe del tempo, principalmente del personaggio anti-eroe di Cable della Marvel Comics, e dal creatore di Cable, Rob Liefeld. Alex Ross affermò: «Per quanto ricordo, Mark mi disse, '"Fallo somigliare a tutto ciò che odiamo nel disegno moderno dei supereroi."»